# Tiutiunnîțea, Koriukivka
Tiutiunnîțea (în ucraineană Тютюнниця) este localitatea de reședință a comunei Tiutiunnîțea din raionul Koriukivka, regiunea Cernihiv, Ucraina.

## Demografie
Componența lingvistică a localității Tiutiunnîțea
     Ucraineană (99,26%)
     Alte limbi (0,74%)
Conform recensământului din 2001, majoritatea populației localității Tiutiunnîțea era vorbitoare de ucraineană (99,26%), existând în minoritate și vorbitori de alte limbi.